# Твін-Ріверс (Нью-Джерсі)
Твін-Ріверс (англ. Twin Rivers) — переписна місцевість (CDP) в США, в окрузі Мерсер штату Нью-Джерсі. Населення — 7787 осіб (2020).

## Географія
Твін-Ріверс розташований за координатами 40°15′47″ пн. ш. 74°29′16″ зх. д. / 40.26306° пн. ш. 74.48778° зх. д. (40.263194, -74.487843).  За даними Бюро перепису населення США в 2010 році переписна місцевість мала площу 3,42 км², з яких 3,32 км² — суходіл та 0,10 км² — водойми.

## Демографія
Згідно з переписом 2010 року, у переписній місцевості мешкали 7443 особи в 2671 домогосподарстві у складі 1931 родини. Густота населення становила 2178 осіб/км².  Було 2808 помешкань (822/км²).
Расовий склад населення:
| - 63,3 % — білих - 12,0 % — чорних або афроамериканців - 7,7 % — азіатів - 1,2 % — корінних американців - 12,3 % — осіб інших рас |

До двох чи більше рас належало 3,6 %. Частка іспаномовних становила 29,9 % від усіх жителів.
За віковим діапазоном населення розподілялося таким чином: 23,4 % — особи молодші 18 років, 66,6 % — особи у віці 18—64 років, 10,0 % — особи у віці 65 років та старші. Медіана віку мешканця становила 36,9 року. На 100 осіб жіночої статі у переписній місцевості припадало 99,1 чоловіків;  на 100 жінок у віці від 18 років та старших — 96,2 чоловіків також старших 18 років.
Середній дохід на одне домашнє господарство  становив 90 878 доларів США (медіана — 83 672), а середній дохід на одну сім'ю — 91 328 доларів (медіана — 87 180). Медіана доходів становила 53 796 доларів для чоловіків та 44 651 долар для жінок. За межею бідності перебувало 11,8 % осіб, у тому числі 13,5 % дітей у віці до 18 років та 1,8 % осіб у віці 65 років та старших.
Цивільне працевлаштоване населення становило 3948 осіб. Основні галузі зайнятості: освіта, охорона здоров'я та соціальна допомога — 18,7 %, виробництво — 13,4 %, мистецтво, розваги та відпочинок — 12,4 %, фінанси, страхування та нерухомість — 11,7 %.